# Aristida kerstingii
Aristida kerstingii är en gräsart som beskrevs av Pilg.. Aristida kerstingii ingår i släktet Aristida och familjen gräs. Inga underarter finns listade i Catalogue of Life.